# Giorgio Zanetti
Giorgio Zanetti (Brescia, 6 ottobre 1962) è un attore, comico e cantante italiano.

## Biografia
La sua carriera artistica inizia nel '94. Produce tre spettacoli: ”Il filosofo Giorgione” , “A casa tutto bene” e “Oltrepassare i limiti". Decide poi di recitare in teatro ("La gabbianella e il gatto" di Luis Sepúlveda) e all'operetta, dove le sue capacità di attore, comico e cantante diventano sempre più apprezzate.
Tra il 1995 e il 1997 partecipa come attore a numerosi spettacoli per bambini, alcuni dei quali legati alla trasmissione Rai "Zecchino d'Oro".
In questo periodo partecipa inoltre al programma televisivo "La sai l'ultima?" con Pippo Franco e Pamela Prati su Canale 5, e al “Seven Show” di Italia 7 per tutta la stagione 1996/97, al fianco di Alessandro Greco, Leonardo Manera, Gabriele Cirilli.
Nel 1998 partecipa ai programmi televisivi "Il muro" (Odeon TV) e “State ‘bboni” (produzione di Antennatre).
Nel 2000 prende parte alla trasmissione di Canale 5 "Beato tra le donne" con Natalia Estrada ed Enrico Brignano.
Nel 2001 è su Rai 2 nella trasmissione "Convenscion" con Enrico Bertolino, Natasha Stefanenko e Tullio Solenghi.
Nell'ottobre dello stesso anno e fino al gennaio 2002 recita nella soap opera di canale 5 "Vivere".
Nel 2002 produce e interpreta lo spettacolo teatrale "Magia del ridere" assieme al prestigiatore Alex Rusconi, mentre in TV torna su Italia 7 nella trasmissione comica "Succo di frutta", con Graziano Salvadori e Niki Giustini.
Nell'estate 2002 partecipa a due speciali sulla Rai: Convenscion Express con Enrico Bertolino e "Note di Fiaba" con Pippo Baudo.
Nel 2003 recita in “CentoVetrine”, soap opera di Canale 5.
Nel 2004 fa la sua prima apparizione nel programma "Zelig Circus" su Canale 5 con il personaggio di Suor Letizia. Nell'ottobre dello stesso anno partecipa anche a "Zelig Off" in seconda serata sempre su Canale 5. In questo biennio mette in scena tre spettacoli assieme al cantante Charlie Cinelli: "Fat & Tender", "Apotheke" e "Attenti a quei due"".
Nel 2005 ripete le esperienze dell'anno precedente partecipando ancora a "Zelig Circus" e "Zelig Off" su Canale 5, e continuando la sua collaborazione teatrale con Cinelli.
Nel 2006 mette in scena lo spettacolo teatrale "Siamo tutti fratelli" in cui rivisita tutti i personaggi proposti in tv negli anni precedenti".
Nel 2007 è ospite comico nella trasmissione sportiva "100 % calcio" su Sky Sport Uno.
Tra il 2008 e il 2009 porta in scena tre produzioni teatrali: "Profondo nord", "La missiù de l'angel" e "Pin'occhio".
Nel 2009 incide insieme ad altri artisti l'album "Caro papà natale 2" che vince il Disco d'oro, conduce il programma radiofonico "Quadrishow" su Radio Voce, ed è ospite fisso per la stagione 2009/10 del varietà televisivo "È veramente domenica" su TeleColor/Primarete Lombardia. Nello stesso anno è inoltre testimonial dell'agenda "Tremenda" edita dalla Comunità Exodus di Don Antonio Mazzi.
Nel 2010 incide insieme ad altri comici (Mago Forest, Raul Cremona, Leonardo Manera, Alessandra Ierse, Enrico Beruschi e altri) l'album "Caro papà Natale 3" che vince il Disco di platino.
Nel 2011 dà vita ad un nuovo sodalizio artistico con il musicista e cantante Piergiorgio Cinelli, fratello di Charlie, con il quale aveva collaborato tra il 2003 e il 2005. I due portano in teatro lo spettacolo "I Tajacantù"..
Nel giugno del 2012 presenta il suo nuovo lavoro musicale dal titolo "L'aliante".  L'album, composto di 12 brani, prende il nome dall'omonimo singolo inedito.
Nei primi mesi del 2013 torna in radio, ospite del programma Ottovolante su Rai Radio 2. Nello stesso anno esce il film "Gleno, all'inferno non c'è solo il fuoco", pellicola rievocativa sul crollo della Diga del Gleno del 1923, nella quale interpreta il ruolo dell'imprenditore Giacomo Barbieri.
Da quell'anno tiene dei corsi sul linguaggio della comicità presso l'istituto S. Clemente di Brescia.
Nel 2014 recita nel film "Urla nel nido" di A. Faustini, e nella sitcom "Horridotel". Nel 2015 Prende parte al cortometraggio "Solo! Strana la vita", per la regia di Alberto Moroni.
Nel 2017 partecipa al film "La baraonda" del regista Mauro Monella e al talent show "Eccezionale veramente" su LA7. Dal settembre dello stesso anno presenta il telequiz "Tutto un quiz" sull'emittente televisiva bresciana Teletutto. Recita nel film "The gamblers" del regista Alberto Moroni.
Attualmente è ideatore e conduttore, assieme a Fulvio Marini, di "Non sparate all'armadillo", trasmissione radiofonica di Radio Brescia Sette in onda dal 2015.

## Filmografia
- Vivere, soap opera, RTI-Endemol (Mediavivere), Canale 5, stagione 2001/02
- CentoVetrine, soap opera, RTI-Endemol (Mediavivere), Canale 5, stagione 2002/03.
- Gleno, all'inferno non c'è solo il fuoco, film, regia di Tiziano Felappi, (90 min. - Italia - bianco e nero/colore) 2013[10].
- Urla nel nido, film, regia di Ariberto Faustini, 2014.
- Horridotel, sitcom, 2014.
- Solo! Strana la vita, cortometraggio, regia di Alberto Moroni, 2016.
- La baraonda, film, regia di Mauro Monella, 2017.
- The gamblers, film, regia di Alberto Moroni, 2017.

## Televisione
- Cocos Locos, varietà, Happy Channel, 1996;
- La sai l'ultima?, varietà, Canale 5, 1997;
- Seven Show, intrattenimento comico, Italia 7, 1996-1997;
- Il muro, varietà, Odeon TV, 1998;
- State bboni, varietà, Produzione di Antennatre (trasmesso su varie emittenti), 1998;
- Beato tra le donne, varietà, Canale 5, 2000;
- Convenscion, comico-satirico, Rai Due, 2001;
- Succo di frutta, intrattenimento comico, Italia 7, 2002;
- Note di fiaba, Rai Uno, 2003;
- Acqua fresca, RTSI (Radio televisione Svizzera Italiana);
- Zelig Circus, cabaret, Canale 5, 2004-2005;
- Zelig Off, cabaret, Canale 5, 2004-2005;
- 100% Calcio, programma sportivo, Sky Sport, 2007;
- È veramente domenica, varietà, Primarete Lombardia, 2009-2010;
- Eccezionale veramente, talent show comico, LA7, 2017;
- Tutto un quiz, telequiz, Teletutto, 2017-2018;
- Caduta libera, telequiz, Canale 5, 2018[11];
- Brescia è... la numero 1, talk show, Teletutto, 2018

## Radio
- Non sparate all'armadillo, Radio Brescia Sette, 2015-in corso

## Discografia
- Caro papà natale 2, NAR International-Edel Italia, 2009.
- Caro papà natale 3, NAR International-Edel Italia, 2010.
- L'aliante, Caffè&Cioccolato, 2012.

## Pubblicazioni
- Anche le zanzare nel loro piccolo fanno incazzare, Giorgio Zanetti-Danilo Arlenghi, Greco&Greco Editore, 1999. ISBN 9788879801836
- Caro papà natale ti scrivo,  edito da Gruppo Bancario Valtellinese, 2010.